# Marsdenia cordifolia
Marsdenia cordifolia är en oleanderväxtart som beskrevs av Choux. Marsdenia cordifolia ingår i släktet Marsdenia och familjen oleanderväxter. Inga underarter finns listade i Catalogue of Life.